# Acsád
Acsád là một thị trấn thuộc hạt Vas, Hungary. Thị trấn này có diện tích 14,34 km², dân số năm 2010 là 675 người, mật độ 47 người/km².